# San Sebastián
San Sebastián (in castigliano) o Donostia (in basco; ufficialmente Donostia/San Sebastián; in italiano esiste la versione desueta San Sebastiano), è una città situata nella comunità autonoma dei Paesi Baschi, nella Spagna nord-orientale, che conta circa 187 849 abitanti. È il capoluogo della provincia di Gipuzkoa, parte della comunità autonoma dei Paesi Baschi.
Sorge sul mar Cantabrico, alla foce del fiume Urumea, a circa 20 km dal confine con la Francia. Il pittoresco lungomare di San Sebastián, con le spiagge di Ondarreta, Zurriola e Kontxa, la rendono una popolare località turistica. È sede vescovile.
Nel 2016 è stata Capitale europea della cultura.

## Toponomastica
In lingua italiana la città è conosciuta col corrispettivo castigliano San Sebastián che però è solo una parte del nome. Altrettanto frequente è la versione in lingua basca, Donostia, tanto che il toponimo formale e ufficiale della città è Donostia-San Sebastián, ovvero con tutte e due le versioni e quella basca in precedenza.
Il significato va ricercato nel termine originario e più antico, Donostia, probabilmente una contrazione di Done Sebastian (done in basco significa santo), traducibile pertanto in lingua italiana come "San Sebastiano". La versione castigliana risulta essere la semplice traduzione.

## Araldica civica
Lo stemma di Donostia-San Sebastián è uno scudo d'azzurro alla nave d'oro equipaggiata e banderuolata d'argento, fluttuante sopra un mare fluottuoso caricato dalle iniziali in castigliano della città (S S). Lo scudo è contenuto in una bordura d'argento recante l'iscrizione in lettere maiuscole Ganadas por fidelidad nobleza y lealtad, che significa dallo spagnolo "Nobiltà e lealtà ottenute grazie alla sua fedeltà". Lo scudo è sormontato da una corona.
La bandiera della città è completamente bianca con un rettangolo blu nel cantone: da notare la somiglianza con quella di un'altra città basca, Bilbao, che ha però il rettangolo rosso, sviluppato in altezza invece che in lunghezza.

## Clima
Donostia-San Sebastián presenta un clima oceanico, classificato CFB secondo la Classificazione dei climi di Köppen, che la rende la città più piovosa di Spagna con circa 1500 mm di pioggia l'anno e con una distribuzione uniforme durante tutto l'arco dell'anno. Le precipitazioni nevose sono invece scarse, quantificate tra i 5 e 10 giorni all'anno. Nel periodo tra la fine di settembre e i primi giorni di ottobre è possibile osservare nella regione il fenomeno della marea viva, che si caratterizza per fenomeni di alta e bassa marea molto accentuati.
Le temperature sono invece temperate, con una media di 15° durante l'anno mentre l'umidità presenta valori tra il 70% e 80%. Nei periodi in cui sono presenti venti provenienti da sud è possibile raggiungere temperature intorno ai 20° in inverno e 37°-38° in estate e assistere a una netta riduzione dell'umidità.
Le temperature estreme misurate all'osservatorio meteorologico di Donostia-San Sebastián sono state 38,6° in estate e -12,1° in inverno.
| Donostia-San Sebastián             | Mesi | Mesi | Mesi | Mesi | Mesi | Mesi | Mesi | Mesi | Mesi | Mesi | Mesi | Mesi | Stagioni | Stagioni | Stagioni | Stagioni | Anno  |
| Donostia-San Sebastián             | Gen  | Feb  | Mar  | Apr  | Mag  | Giu  | Lug  | Ago  | Set  | Ott  | Nov  | Dic  | Inv      | Pri      | Est      | Aut      | Anno  |
| ---------------------------------- | ---- | ---- | ---- | ---- | ---- | ---- | ---- | ---- | ---- | ---- | ---- | ---- | -------- | -------- | -------- | -------- | ----- |
| T. max. media (°C)                 | 12,8 | 13,9 | 15,4 | 16,8 | 20,0 | 22,3 | 24,7 | 25,2 | 23,7 | 20,4 | 15,8 | 13,7 | 13,5     | 17,4     | 24,1     | 20,0     | 18,7  |
| T. min. media (°C)                 | 4,4  | 5,1  | 6,4  | 8,0  | 11,3 | 14,0 | 16,4 | 16,7 | 14,3 | 11,2 | 7,2  | 5,5  | 5,0      | 8,6      | 15,7     | 10,9     | 10,0  |
| Precipitazioni (mm)                | 168  | 150  | 144  | 168  | 138  | 96   | 98   | 112  | 138  | 174  | 186  | 167  | 485      | 450      | 306      | 498      | 1 739 |
| Giorni di pioggia                  | 13   | 12   | 12   | 14   | 12   | 10   | 9    | 10   | 10   | 12   | 13   | 12   | 37       | 38       | 29       | 35       | 139   |
| Eliofania assoluta (ore al giorno) | 2,9  | 3,7  | 4,4  | 4,9  | 5,6  | 6,1  | 6,6  | 6,2  | 5,6  | 4,4  | 3,3  | 2,6  | 3,1      | 5,0      | 6,3      | 4,4      | 4,7   |

## Storia
Le prime notizie scritte riguardanti la città risalgono al 1014, quando si parla del Monastero di San Sebastián. Nel 1174 il Re di Navarra Sancho il Saggio, concesse a Donostia lo status di fuero. Questa mossa, probabilmente dettata dalla volontà del re di garantire uno sbocco al mare al suo Regno, si può considerare come la data ufficiale di fondazione della città. Nel 1200 la città passò sotto il controllo del Regno di Castiglia, a seguito della conquista militare che ne permise un rapido sviluppo grazie alla pesca, ai commerci marittimi e alla sua posizione strategica (vicina alla Francia e sul Cammino di Santiago di Compostela).
A causa della guerra dei cent'anni e dell'avvicinamento del Regno di Navarra alla Francia per motivi dinastici, si ebbe lo spostamento del baricentro economico della regione e dei traffici commerciali verso Bilbao, causando una recessione economica alla città che decadde ulteriormente per un incendio, nel 1489, che distrusse l'intero agglomerato urbano. Verso la fine del XV secolo il Regno di Castiglia, per compensare la perdita economica della città e sfruttare la posizione strategica istituì al porto di Pasajes la base navale per la flotta Cantabrica, che trasformò la zona in un centro militare di notevole importanza per il Regno fino al XIX secolo. Ottenne l'onorificenza di città nel 1662 da parte di Filippo V di Spagna dopo un periodo di circa 2 secoli che la videro al centro di numerosi conflitti armati.
Il primo periodo di occupazione francese risale al 1719, quando durante la guerra della Quadruplice Alleanza il duca di Berwick, a capo di una guarnigione di circa 2000 soldati, si scontrò con le truppe spagnole, che, malamente equipaggiate e impreparate allo scontro, si ritirarono. Il controllo francese venne mantenuto fino al 25 agosto 1721, quando attraverso il Trattato dell'Aia la città ritornò ad essere sotto il controllo del Regno di Castiglia.
Nel 1808, durante la guerra di indipendenza spagnola, la città tornò sotto il controllo francese per mano delle truppe napoleoniche. Venne liberata solo nel 1813 dalle forze anglo-portoghesi che dopo alcuni mesi d'assedio entrarono in città attraverso una breccia nelle mura cittadine, le truppe francesi si ritirarono nel Castillo de la Mota, capitolando l'8 settembre. L'assedio provocò un incendio che portò alla distruzione quasi completa della città.
Nel 1854 la Spagna definì ufficialmente la città capoluogo della provincia di Gipuzkoa e nel 1863 venne avviato il processo di ammodernamento della città che prevedeva l'abbattimento delle mura cittadine e l'espansione dell'agglomerato urbano secondo il piano proposto da Antonio Cortazar, che permisero a San Sebastián di riprendersi dall'assedio del 1813 e passare da centro militare a centro commerciale, amministrativo e turistico della regione.
Dopo la ricostruzione, San Sebastián venne scelta come località di villeggiatura estiva dalla regina Isabella II di Spagna, che per motivi di salute era stata consigliata dai suoi medici di prendere dei bagni di mare. La presenza della regina attirò anche i membri della corte e dell'aristocrazia, decretando il futuro sviluppo di San Sebastián come città turistica.
Durante il periodo della Belle Époque, San Sebastián risultò essere uno dei centri più vivaci del panorama europeo, sia dal punto di vista architettonico, con la realizzazione di edifici simbolo come il Palazzo di Miramar (residenza estiva della famiglia reale spagnola), la Cattedrale del Buon Pastore, il teatro Vittoria Eugenia, che la portarono a essere chiamata la "Parigi del Sud", sia dal punto di vista artistico che culturale, essendo stata soggiorno per Mata Hari, Lev Trockij, Maurice Ravel e luogo di numerosi eventi internazionali.
All'inizio della guerra civile spagnola, il nazionalista basco Telesforo Monzon dichiarò la costituzione dell'Ordine di Commissione pubblica e del Consiglio di Difesa di Gipuzkoa, che riuniva nazionalisti baschi, repubblicani, comunisti e socialisti al fine di creare un'entità politica indipendente e in contrasto con la Spagna franchista. Il 13 settembre 1936 la città però cadde sotto il controllo dei franchisti e San Sebastián divenne la località di soggiorno estiva di Francisco Franco dal 1940 al 1975. Nel 1953, su iniziativa di un gruppo di commercianti della città, è nato il Festival internazionale del cinema di San Sebastián, con l'obiettivo di far tornare a San Sebastián le attività culturali che si erano perse durante la guerra civile spagnola. Il successo della prima edizione ha portato la dittatura a prendere in consegna l'evento, che lentamente si è guadagnato prestigio fino a diventare uno dei più importanti eventi internazionali di proiezioni cinematografiche della Spagna.
Nel 1955 si è inoltre avviato un ulteriore progetto di accrescimento urbano attraverso la costruzione del quartiere di Amara, che ha visto lo spostamento in questa nuova zona di numerose attività, scuole ed enti prima presenti nel centro storico e che può considerarsi concluso nel 1993 con la realizzazione dello stadio municipale di Anoeta. Il 23 gennaio 1995, alla vigilia delle elezioni comunali di maggio, il gruppo terroristico Euskadi Ta Askatasuna ha assassinato il vicesindaco e candidato del Partito Popolare, Gregorio Ordóñez. L'accrescimento urbano negli anni 2000 ha lasciato spazio a progetti di miglioramento dell'efficienza dei sistemi di trasporto e di sostenibilità che hanno portato la città nel 2008 a essere definita la più sostenibile di Spagna.

## Monumenti e luoghi d'interesse

### Architetture religiose
- Cattedrale del Buon Pastore, del 1897.
- San Bizente eliza, del XVI secolo.
- San Sebastian Martiriaren eliza, del XIX secolo.
- San Ignazioa Loiolakoaren eliza, del 1897.
- Basilica di Santa Maria del Coro, del 1774.

### Architetture civili
- i resti del Motako gaztelua o Castillo de la Mota sul monte Urgull: originariamente una fortificazione dell'XI secolo, poi ampliata e modificata nel XVII e XVIII secolo. Al suo interno si trova un museo storico militare.
- Gipuzkoa enparantza (o Plaza de Gipuzkoa), con il Diputazioaren jauregia (o Palacio de la Diputación) del 1885, è stata costruita negli anni dal 1867 al 1882 e ha un romantico giardino con uno stagno, un ponte e un tempietto.
- Il municipio (Udaletxea o Ayuntamiento): l'edificio del 1887, oggi sede municipale, fu in origine un casinò, ma la proibizione del gioco d'azzardo nel 1924 ne causò l'abbandono e nel 1947 avvenne il trasferimento dei locali municipali, dopo opportuni mutamenti edilizi.
- Il centro storico (Parte Zaharra), pittoresco complesso di strette vie rettilinee con caffè tipici e piazzette. La strada principale è la Kale nagusia (o Calle Mayor) con l'Antzoki zaharra (o Teatro principal) del 1847.
- Konstituzio plaza o Plaza de la Constitución, la più interessante piazza della città, costruita nel 1827 e contornata da case con portici e lunghe balconate, numerate perché servivano per assistere alle feste e alle corride che si svolgevano nella piazza.
- Askatasunaren hiribidea o Avenida de la Libertad è la strada principale della città nuova che attraversa la piazza di Gipuzkoa e termina con il ponte monumentale di Santa Katalina, nelle cui vicinanze sorgono il Teatro Victoria Eugenia e il Monumento all'ammiraglio Antonio de Oquendo y Zandátegui.
- Museo Municipale di San Telmo, sistemato nell'antico convento domenicano del 1534-1551, in stile rinascimentale italiano. Nei diversi piani ha collezioni archeologiche e lapidarie, etnologiche basche e geologiche, oltre a opere di illustri pittori spagnoli e italiani. Conserva i sepolcri di Alonso de Idiáquez y Yurramendi e di Gracia de Olazábal, opere del 1577 di Taddeo Carlone.
- Museo storico militare sul monte Urgull, all'interno del castello de la Mota.
- L'acquario e il museo navale, situati nella casatorre del Consolato (Konsulatuaren dorretxea).
- Kontxako pasealekua o Paseo de la Concha, viale alto sulla spiaggia della Concha al cui limite occidentale è il Palazzo di Miramar costruito nel 1893 per la reggente Maria Cristina.
- Alderdi Eder parkea o Parque Alderdi Eder, una spianata all'estremità orientale della baia con giardini e con l'edificio dell'Ayuntamiento.
- L'isola di Santa Klara, al centro della baia fra i due promontori Urqull e Igeldo e dotata di un faro.

## Società

### Evoluzione demografica
La popolazione è sempre stata in aumento durante il XX secolo, anche se si è notata una riduzione della velocità di crescita a partire dagli anni '80 a causa della riduzione della natalità in tutta la Spagna.
Negli anni 2000 la crescita lenta è principalmente favorita da fenomeni d'immigrazione (secondo il comune di San Sebastián circa il 5% della popolazione residente è immigrata) mentre, analizzando la suddivisione della popolazione al 2009, su 185 357 abitanti si riscontra il 53% di donne e il 47% di uomini.
Abitanti censiti

### Lingue e dialetti
Fra i tre capoluoghi di provincia dei Paesi Baschi, San Sebastián è quello con la percentuale di popolazione euskaldun ("bascofona") più alta. Nel 2011, il 39,9% della popolazione si identificava maggiormente con la lingua basca. Questa percentuale è nettamente più alta nelle fasce di popolazione più giovani (raggiungendo punte dell'88% nella fascia 10-14 anni), mentre fra la popolazione più anziana si attesta intorno al 25%.
| Fascia d'età | Donostia-San Sebastián | Donostia-San Sebastián |
| Fascia d'età | Totale                 | Bascofoni              |
| ------------ | ---------------------- | ---------------------- |
| ≥85          | 5.384                  | 27,5%                  |
| 80-84        | 6.131                  | 26,1%                  |
| 75-79        | 7.865                  | 24,2%                  |
| 70-74        | 7.691                  | 23,6%                  |
| 65-69        | 9.841                  | 23,1%                  |
| 60-64        | 11.628                 | 23,4%                  |
| 55-59        | 12.562                 | 24,2%                  |
| 50,54        | 14.018                 | 27,8%                  |
| 45-49        | 14.622                 | 30,1%                  |
| 40-44        | 14.024                 | 31,9%                  |
| 35-39        | 13.921                 | 36,2%                  |
| 30-34        | 12.978                 | 41,9%                  |
| 25-29        | 10.708                 | 52,7%                  |
| 20-24        | 8.562                  | 67,9%                  |
| 15-19        | 7.373                  | 82,7%                  |
| 10-14        | 7.804                  | 88%                    |
| 05-09        | 7.828                  | 83,9%                  |
| Totale       | 172.940                | 39,9%                  |

### Tradizioni e feste
- La Danborrada o Tamborrada, che si svolge il 20 gennaio in onore del santo patrono, e da inizio alla celebrazione del Carnevale. La festa inizia al mattino presto con l'annuncio degli araldi a cavallo e prosegue fino alla sera con sfilate nei quartieri al suono dei tamburi. Alla sera si svolge la premiazione con medaglie al merito cittadino e durante il giorno l'Urrezko danborra o Tambor de oro.
- Il Carnevale (Inauteriak o Carnaval), le cui feste iniziano con la Danborrada e durano tutto il carnevale con sfilate di gruppi in maschera, di carri carnevaleschi, con musica, canti e balli nelle piazze e fanfare che percorrono le vie del centro.
- L'Erregeen kabalgata o Cabalgata de los Reyes, festa dell'arrivo dei Re Magi la notte del 5 gennaio che si effettua in tutti i centri spagnoli. I tre re partendo dall'isola, giungono in barca alla spiaggia della Kontxa e da lì si avviano ciascuno su una carrozza per il municipio percorrendo le vie della città seguiti dai rispettivi cortigiani a cavallo.
- Artzainak eta inudeak, il 2 febbraio con sfilate e danborrada.
- Casas regionales, che si svolgono in varie date e sono costituite da giorni dedicati ognuno ad una regione spagnola e dalle feste della Vendemmia e del pattar o aguardiente.
- Auzoko jaiak o Fiestas de barrio, le feste dei singoli quartieri che si svolgono generalmente in estate.
- Aste Nagusia o Semana grande, con data variabile ma nella settimana del 15 d'agosto, con manifestazioni folcloristiche, sportive, danze, musica e canti. È famoso il campionato di fuochi d'artificio, che si tiene tutti i giorni della settimana dalle 23:00.
- Euskal Jaiak, festa basca della prima settimana di settembre, con campionati del gioco della pelota basca delle varie categorie infantili, giovanili, cadette e senior, concorso di ballo a la suelta, concorso di fisarmonicisti e altre manifestazioni folcloristiche.
- San Tomas, festa e fiera agricola del 21 dicembre.
- Kontxako estropadak o Regatas de la Concha, regate di diverse categorie di barche nella baia della Kontxa, che si effettuano le due prime domeniche di settembre.
- Sagardo Eguna, giorno di festa con degustazione del sidro.
- Festival Internazionale del Cinema di San Sebastián, famoso festival cinematografico internazionale della seconda metà di settembre.

## Cultura culinaria
Nel 2016 San Sebastián è risultata essere la città con la più elevata concentrazione pro-capite di ristoranti stellati Michelin al mondo. Fra le specialità locali troviamo:
- i pintxo, piccole prelibatezze culinarie simili a delle bruschette che si possono trovare in qualsiasi taverna, da accompagnare con sidro fresco, vino o una qualsiasi bevanda. Sono assimilabili alle tapas spagnole, ma differiscono da queste per l'elaborazione, la complessità realizzativa e l'utilizzo di una gran varietà di materie prime. La tradizione vuole che il pintxo originario sia stata la gilda, un piccolo spiedino di acciughe, olive e peperoncini sottaceto, spesso presente sui traboccanti banconi dei bar di Donostia. Oggi il concetto di pintxo si è esteso fino a includere vere e proprie creazioni artistico-gastronomiche, che concorrono in competizioni locali, sempre però con un occhio alla tradizione e agli ingredienti legati al territorio: baccalà, crostacei, fegato, prosciutto, formaggio, acciughe, maiale, funghi.[9]
- Insalata di acciughe sotto sale e peperoni[10]: si dissalano le acciughe salate e si mettono in olio per qualche giorno, poi si uniscono peperoni freschi tagliati a strisce e un po' d'aglio tagliato a fettine.

## Dintorni
- A 5 km. Pasaia Donibane. Entrata al porto.
- A 7 km a nord-est il Monte Ulia, con belle viste sulla costa e pinete.
- A 16 km a nord-est per la strada panoramica costiera, Hondarribia.
- A 46 km a sud-ovest Zestoa, stazione termale.
- A 52 km Azpeitia, centro con antiche case e chiese.
- A 54 km il Santuario di Sant'Ignazio di Loyola nel luogo che fu di proprietà della famiglia de Loyola e della santa regina Maria Anna d'Austria, con un complesso degli edifici la cui pianta riproduce un'aquila in volo.

## Geografia antropica

### Quartieri
- Aiete
- Altza
- Amara Berri
- Antigua-Ondarreta
- Añorga
- Ategorrieta-Ulia
- Egia
- Erdialdea
- Gros
- Ibaeta
- Igeldo
- Intxaurrondo
- Loiola
- Martutene
- Mirakruz-Bidebieta
- Miramon-Zorroaga
- Zubieta

### Suddivisioni storiche
- Amara
- Benta Berri
- Berio
- Errotaburu
- Herrera
- Loiolako Erriberak
- Morlans
- Parte Zaharra
- Sagues
- Txominenea

### Frazioni distaccate
- Zubieta
- Landarbaso
- Udarburuko

## Amministrazione
Dalla Transizione spagnola ad oggi, le persone che hanno ricoperto la carica di sindaco (in basco alkatea, in spagnolo alcalde) sono state le sueguenti:
| Periodo | Periodo   | Primo cittadino                 | Partito                                                        | Carica  | Note |
| ------- | --------- | ------------------------------- | -------------------------------------------------------------- | ------- | ---- |
| 1979    | 1983      | Jesus Maria Alkain Martikorena  | Partito Nazionalista Basco (EAJ-PNV)                           | Sindaco |      |
| 1983    | 1987      | Ramon Maria Lebaien Santsinenea | EAJ-PNV                                                        | Sindaco |      |
| 1987    | 1991      | Francisco Xabier Albistur Marín | Eusko Alkartasuna                                              | Sindaco |      |
| 1991    | 1995      | Odón Elorza González            | Partito Socialista dei Paesi Baschi                            | Sindaco |      |
| 1995    | 1999      | Odón Elorza González            | Partito Socialista dei Paesi Baschi-Euskadiko Ezkerra (PSE-EE) | Sindaco |      |
| 1999    | 2003      | Odón Elorza González            | PSE-EE                                                         | Sindaco |      |
| 2003    | 2007      | Odón Elorza González            | PSE-EE                                                         | Sindaco |      |
| 2007    | 2011      | Odón Elorza González            | PSE-EE                                                         | Sindaco |      |
| 2011    | 2015      | Juan Karlos Izagirre Hortelano  | Bildu                                                          | Sindaco |      |
| 2015    | 2019      | Eneko Goia Laso                 | EAJ-PNV                                                        | Sindaco |      |
| 2019    | 2023      | Eneko Goia Laso                 | EAJ-PNV                                                        | Sindaco |      |
| 2023    | in carica | Eneko Goia Laso                 | EAJ-PNV                                                        | Sindaco |      |

### Gemellaggi
- Trento, dal 1966
- campo profughi Daira di Bojador, dal 1988
- Plymouth, dal 1989
- Marugame, dal 1990
- Reno
- Wiesbaden, dal 1981

## Sport

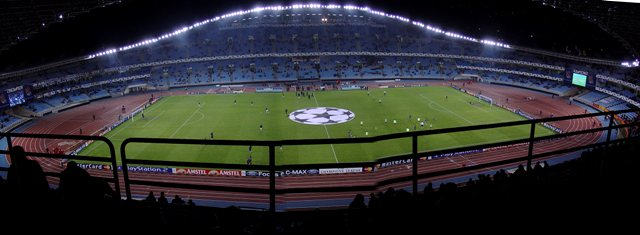
L'Anoeta

Nella città ha sede la Real Sociedad, compagine calcistica professionistica due volte campione di Spagna che ha giocato gran parte della sua storia nella massima serie del campionato nazionale. La Real Sociedad gioca in divise bianco-azzurre, colori cittadini, nello stadio di Anoeta. L'Anoeta ospita anche partite di rugby del Biarritz Olympique, squadra di rugby dell'omonima cittadina francese, quando l'impianto locale non è sufficiente ad ospitare certe affluenze.
A Donostia-San Sebastián è anche associata una famosa corsa ciclistica, la Classica di San Sebastián: i corridori iniziano e terminano la gara proprio nella città.
Come in tutto il territorio basco lo sport principale è la palla basca; si può giocare con la mano o con una sorta di cesta.